# Vile (album)
Vile je páté studiové album americké deathmetalové skupiny Cannibal Corpse. Původně se mělo jmenovat Created to Kill a bylo nahráno se zpěvákem Chrisem Barnesem. Krátce před vydáním byl ovšem Barnes ze skupiny vyhozen a nahradil jej George "Corpsegrinder" Fisher z Monstrosity, s ním bylo album znovu nahráno a následně vydáno v roce 1996 pod názvem Vile. Stalo se prvním deathmetalovým albem, které se dostalo do hitparády Billboard 200.

## Seznam skladeb
1. Devoured by Vermin (Rob Barrett, Alex Webster) – 3:13
2. Mummified in Barbed Wire (Webster) – 3:09
3. Perverse Suffering (Paul Mazurkiewicz, Jack Owen) – 4:14
4. Disfigured (George Fisher, Webster) – 3:48
5. Bloodlands (Webster) – 4:20
6. Puncture Wound Massacre (Fisher, Mazurkiewicz, Webster) – 1:41
7. Relentless Beating (Webster) – 2:14
8. Absolute Hatred (Barrett) – 3:05
9. Eaten from Inside (Owen) – 3:43
10. Orgasm Through Torture (Mazurkiewicz, Webster) – 3:41
11. Monolith (Mazurkiewicz, Webster) – 4:24

## Obsazení
- Rob Barrett – kytara
- George "Corpsegrinder" Fisher – zpěv
- Jack Owen – kytara
- Alex Webster – baskytara
- Paul Mazurkiewicz – bicí
- Scott Burns – produkce, režie, mix
- Mike Fuller – mastering
- Brian James – design
- Vincent Locke – obal alba, ilustrace
- Brian Slagel – výkonný producent